# 原住民
原住民，是指某地區最初定居的族群，源自外來者（多為入侵者與統治者）對本地人（或族群）的稱謂，原意指當地居民、原居民，過去有土番、番人、土人、生番等歧視的稱呼，然而到了二十世紀後期逐步形成了一個法律學方面的範疇，指的是正遭受到統治者侵蝕的本土文化群體。

## 背景
當前對於原住民議題的討論多半應在帝國主義國家進行的殖民統治的脈絡下來理解。外來統治者為統治原住民，以遂行其統治目的，會制訂各種不同的政策，而往往對於原住族群的生活方式多加干擾，甚至可能造成滅族的結果。
即使前一階段的殖民主義擴張已經在二次大戰之後的解殖民運動後告一段落，但類似的問題仍存在於原住民與解殖民之後成立的新興國家之間。有時後者會被稱為「內部殖民」，而與傳統的「外部殖民」加以區別。
原住民一词被广泛的采用是起始于19世纪人类学和人种学的学科，韦氏字典将之定义为“某一群体的人团结于一个共同的文化、传统意义上的血缘关系，他们通常有着共同的语言、社会机构和信条，而且往往构成了一个不受支配的有组织团体。”
中文在討論此一問題時，亦有原住民族一詞的使用，它與原住民主要的區別在於：前者強調各原住民族群各自作為一個「民族」（peoples），而在國際法上應有包括追求民族自決等相應的集體權利；後者則或作為通稱、或僅指涉原住民個人作為在異族統治下的民族國家中受到內部或外部殖民的個別原住民個體。
目前尚不存在一个普遍接受了的“原住民”的确切定义，然而，最经常被各方所认可及援引的四个要素是：
- 时间上比外来群体更早的到达和定居
- 自发自愿的使有别于外来文化的文化独特性得以延续
- 屈就于强势庇护的外来文化之下，逐渐被边缘化，并且在一定程度上被剥夺了原先所拥有的文化
- 原住民身份的自我认同

## 亞洲

### 東亞
- 臺灣原住民族：包含被中華民國政府官方承認的16族及未被官方承認的族別。
- 中國民族列表：中华人民共和国官方承认的56個民族。
- 阿伊努族：日本列島北海道、千島群島和薩哈林島原住民。
- 新界原居民：1898年前英國租借新界及鄰近235個島嶼之前已在各鄉村定居者及其後人。

### 北亞
- 尼夫赫人（薩哈林島原住民）
- 堪察加人
- 楚科奇人

### 東南亞
- 科羅威人（印尼巴布亞省東南部原住民）
- 尼格利陀人（被認為是東南亞最早的原住民）
- 米南佳保人（印尼西蘇門答臘省原住民）
- 阿提族（菲律賓班乃島的矮黑人族群）
- 阿埃塔人
- 伊萬特人（菲律賓巴丹群島的主要民族）
- 馬尼人（泰國唯一的矮黑人族群)
- 新加坡馬來人（新加坡原住民）
- 佔族（占婆原住民，但被越南政府視為少數民族）
- 高地民族（西原的原住民）

### 南亞
- 安達曼人(印度安達曼群島的原住民)
  - 大安達曼人
  - 加洛瓦人
  - 翁奇人
  - 桑提內爾人
- 阿洪姆人
  - 摩兰人（英语：Moran people）
  - 朱提雅人
- 迪马萨人（英语：Dimasa people）
- 卡西人
- 那加人
- 庫基人
- 梅泰人
- 努里斯坦人
- 夏爾巴人
- 吠陀人
- 希尼亞人
- 巴爾蒂人

### 西亞
- 貝都因人
- 亞述人
- 庫德族
  - 亞茲迪人

## 美洲
- 美洲原住民
  - 美國原住民
  - 因纽特人
  - 加拿大第一民族
  - 瑪雅人
    - 瓦斯特克族
    - 索西族

  - 克丘亞人
    - 印加人

  - 卡雅波人
  - 艾馬拉人
  - 查魯亞人 (烏拉圭的原住民)

## 歐洲
- 塞爾特人（歐洲原住民），屬印歐民族
- 薩米人，分佈於拉普蘭地區，包括今天瑞典兩萬人、挪威北部四萬人、芬蘭六千五百人和俄羅斯科拉半島的部分地區。
- 皮克特人（蘇格蘭原住民）
- 巴斯克人，巴斯克地區的原住民，不屬印歐语系民族。
- 伊利里亚人，巴爾幹半島伊利里亚地區原住民之一。
- 薩拉卡察尼人，希臘的原住民
- 切爾克斯人
- 科米人
- 薩莫耶德人
- 涅涅茨人
- 古普魯士人
- 索布人
- 愛爾蘭流浪者

## 非洲
- 俾格米人
  - 特瓦族（大湖地區最古老的民族）
  - 巴卡人
- 尼格羅人
- 班圖人
- 桑人
- 關切人（特內里費島的原住民）
- 馬迪班（索馬利亞人的氏族）

## 大洋洲
- 澳洲原住民
- 托雷斯海峽島民
- 新西蘭毛利人
- 查莫罗人
- 玻里尼西亞人
- 美拉尼西亞人
- 密克羅尼西亞人
- 巴布亞人

## 照片集
- 苗族人
- 阿伊努人
- 阿提族
- 因纽特人
- 萨米人
- 玛雅人
- 魯凱族
- 毛利人
- 巴卡人
- 凱爾特人
- 美洲原住民
- 皮克特人
- 尼格利陀人

## 延伸閱讀
- 《联合国土著人民权利宣言》 （页面存档备份，存于）
- United Nations Working Group on Indigenous Populations, from Study of the Problem of Discrimination Against Indigenous Populations, J. Martinez Cobo, United Nations Special Rapporteur (1987)
- Report of the African Commission's Working Group of Experts on Indigenous Populations/Communities, November 2003
- Jean-Claude Fritz（法语：Jean-Claude Fritz）, La nouvelle question indigène. Peuples autochthones et ordre mondial (en co-direction avec Frédéric Déroche, Gérard Fritz et Raphaël Porteilla), Paris, L'Harmattan, 2006.
- Jean-Claude Fritz（法语：Jean-Claude Fritz）, L'humanité face à la mondialisation. Droit des peuples et environnement (en co-direction avec Charalambos Apostolidis et Gérard Fritz), Paris, L'Harmattan, 1997.
- Indigenous Peoples and Environmental Issues: An Encyclopedia, by Bruce E. Johansen. Westport, Connecticut, Greenwood Press, 2003. 506p., ISBN 978-0-313-32398-0
- Henriksen, John B.  (PDF). Indigenous Affairs 3/2001 PDF (Copenhagen: International Work Group for Indigenous Affairs). 2001: 6–21  [2007-09-01]. ISSN 1024-3283. OCLC 30685615. （原始内容 (PDF)存档于2010-06-02）.

## 外部連結

### 協會
- UNEP Indigenous People's Website
- IFAD and indigenous peoples (International Fund for Agricultural Development, IFAD)（页面存档备份，存于）
- IPS Inter Press Service News on indigenous peoples from around the world

### 原住民研究
- Indigenous Peoples Issues & Resources
- Janssen, D. F., Growing Up Sexually. Volume I. World Reference Atlas [full text]